# Regulier kardinaalgetal
In de verzamelingenleer, een deelgebied van de wiskunde, is een regulier kardinaalgetal een kardinaalgetal, dat gelijk is aan haar eigen cofinaliteit. Dus informeel gesproken is een regulier kardinaalgetal er eentje dat niet kan worden opgesplitst in een kleinere collectie van kleinere delen.